# Henri Battilani
Henri Battilani (ur. 27 lutego 1994) – włoski narciarz alpejski, złoty medalista mistrzostw świata juniorów.

## Kariera
Po raz pierwszy na arenie międzynarodowej Henri Battilani pojawił się 14 grudnia 2009 roku w Ratschings, gdzie w zawodach juniorskich zajął 75. miejsce gigancie. W 2012 roku wystartował na mistrzostwach świata juniorów w Roccaraso, zajmując dwunaste miejsce w zjeździe oraz 24. miejsce supergigancie. Jeszcze trzykrotnie startował na zawodach tego cyklu, największy sukces osiągając podczas mistrzostw świata juniorów w Hafjell w 2015 roku, gdzie okazał się najlepszy w biegu zjazdowym. Na tej samej imprezie był także szósty w supergigancie. W zawodach Pucharu Świata zadebiutował 30 listopada 2014 roku w Lake Louise, gdzie zajął 55. miejsce w supergigancie. Pierwsze pucharowe punkty wywalczył 18 marca 2015 roku w Meribel, zajmując 25. miejsce w zjeździe. Nie startował na mistrzostwach świata ani igrzyskach olimpijskich.

## Osiągnięcia

### Mistrzostwa świata juniorów
| Miejsce | Dzień     | Rok  | Miejscowość | Konkurencja     | Czas biegu  | Strata  | Zwycięzca                |
| ------- | --------- | ---- | ----------- | --------------- | ----------- | ------- | ------------------------ |
| 12.     | 2 marca   | 2012 | Roccaraso   | Zjazd           | 1:11,99 min | +1,55 s | Ryan Cochran-Siegle      |
| 24.     | 3 marca   | 2012 | Roccaraso   | Supergigant     | 1:02,73 min | +1,62 s | Ralph Weber              |
| 13.     | 22 lutego | 2013 | Québec      | Zjazd           | 1:30,95 min | +1,95 s | Nils Mani                |
| 48.     | 24 lutego | 2013 | Québec      | Supergigant     | 58,49 s     | +2,50 s | Thomas Mayrpeter         |
| DNF2    | 26 lutego | 2014 | Jasná       | Superkombinacja | 2:21,69 min | -       | Matteo De Vettori        |
| 9.      | 26 lutego | 2014 | Jasná       | Supergigant     | 1:30,63 min | +0,80 s | Marco Schwarz            |
| 13.     | 2 marca   | 2014 | Jasná       | Zjazd           | 1:17,31 min | +0,66 s | Adrian Smiseth Sejersted |
| DNF1    | 11 marca  | 2015 | Hafjell     | Kombinacja      | 1:58,25 min | -       | Loïc Meillard            |
| 6.      | 11 marca  | 2015 | Hafjell     | Supergigant     | 1:15,87 min | +0,68 s | Miha Hrobat              |
| 1.      | 13 marca  | 2015 | Hafjell     | Zjazd           | 1:29,62 min | -       | -                        |

### Puchar Świata

#### Miejsca w klasyfikacji generalnej
- sezon 2014/2015: 153.
- sezon 2015/2016: 155.
- sezon 2016/2017:

#### Miejsca na podium w zawodach
Battilani nie stawał na podium zawodów PŚ.